# Klutmark
Klutmark is een plaats in de gemeente Skellefteå in het landschap Västerbotten en de provincie Västerbottens län in Zweden. De plaats heeft 191 inwoners (2005) en een oppervlakte van 39 hectare. Klutmark ligt ongeveer 10 kilometer ten westen van de stad Skellefteå aan de rivier de Skellefteälven.

## Verkeer en vervoer
Door de plaats loopt de spoorlijn Bastuträsk - Skelleftehamn.